# 잭 브루스
잭 브루스(영어: Jack Bruce, 1943년 5월 14일 ~ 2014년 10월 25일)는 주로 영국의 슈퍼 그룹 크림에 대한 기여로 유명한 스코틀랜드 음악가, 가수, 작곡가로 유명한데, 영국에는 기타리스트 에릭 클랩튼과 드러머 진저 베이커가 포함되어 있다. 2011년 3월 롤링 스톤 독자들은 그를 역대 최고의 베이시스트로 뽑았다.

## 경력

### 초기 경력
잭 브루스는 10대 때부터 재즈 빅밴드에서 베이스를 연주한 그는 영국 블루스 록의 거물 알렉시스 코너가 이끄는 밴드 블루스 인코퍼레이티드에서 그레이엄 본드, 딕 헥스톨 스미스, 진저 베이커 등 유명한 연주자들과 함께 했다.
블루스 인코퍼레이티드가 와해된 후 잭 브루스는 잔여 멤버 그리고 존 맥러플린과 함께 그레이엄 본드 퀄텟을 결성해 재즈를 연주했다.

### 크림

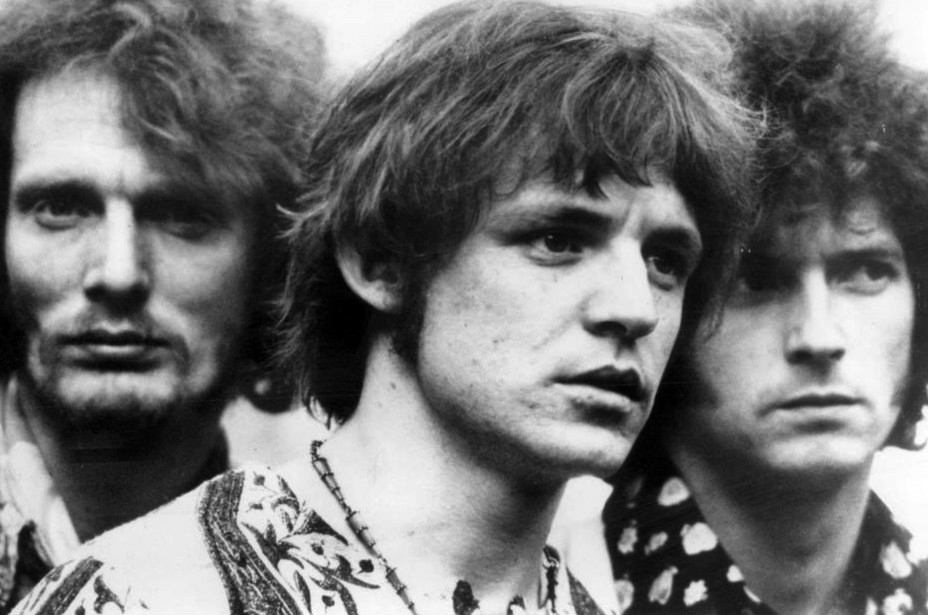
왼쪽부터 진저 베이커, 잭 브루스, 에릭 클랩튼 (1967년)

크림은 1966년 브루스와 함께 기타리스트 에릭 클랩튼, 드러머 진저 베이커로 결성됐고 단지 2년 조금 넘게 활동하면서 3천500만장의 음반 판매를 기록했다. 특히 크림은 1968년에 발표한 앨범 《Wheels of fire》가 크게 히트하면서 많은 음반 판매량을 올린 가수에게 주는 '플래티넘 디스크' 수상의 영예를 세계에서 처음으로 얻기도 했다.

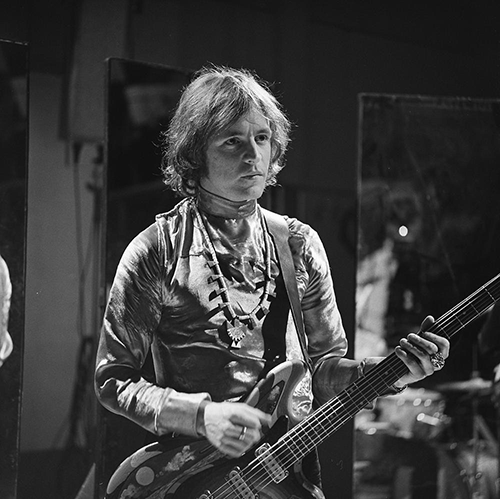
크림의 잭 브루스 (1968년)

크림은 인기 절정기이던 1968년 11월 해체됐으나 록밴드 최초의 슈퍼그룹이라는 평가를 받아왔다. 브루스는 〈Sunshine Of Your Love〉와 〈I Feel Free〉, 〈White Room〉 등 크림 히트곡 가사 대부분을 쓰고 노래했다. 지미 헨드릭스나 데이비드 보위, 엘라 피츠제럴드 등 많은 음악인이 브루스의 노래를 리메이크하기도 했다.

### 솔로 활동

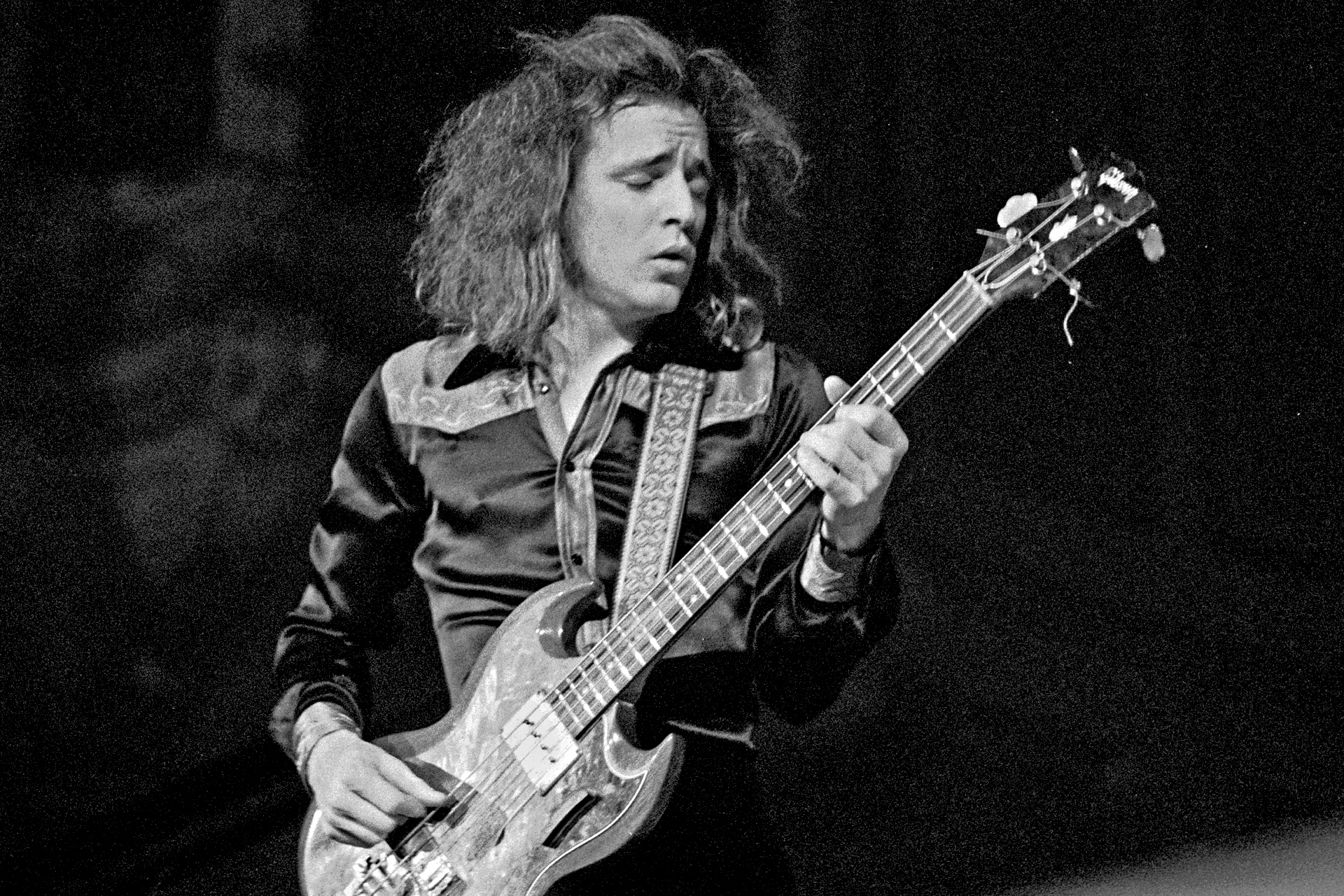
독일 함부르크에서 베이스를 연주하는 잭 부르스 (1972년)

크림의 해체 후 브루스는 록 외에 재즈, 블루스, 월드 뮤직, 클래식, 아방가르드에 이르기까지 다양한 장르를 섭렵한다.
꾸준히 솔로 앨범을 발표하는 한편 코지 파웰, 게리 무어, 로빈 트로워, 빌리 코뱀 등 최고의 연주자들과 함께 연주했고, 그의 솔로 앨범 《Songs for a Tailor》 (1969년), 《Harmony Row》 (1971년), 《Out of the Storm》 (1974년)에서 그동안 자신의 음악의 근간을 이루었던 블루스 록의 노선을 변경하여 포크 록으로의 모습을 보여 주었다.
그리고 얼마 후엔 프랭크 자파의 1974년 앨범 《Apostrophe》에 참여하였고 1975년에는 잭 브루스 밴드를 결성하여 다시금 솔로로서 활동을 전개했다.
1980년에는 잭 브루스 & 프렌즈가 다시 결성하였고, 80년 대 초반, 잭 브루스는 또 하나의 트리오 B.L.T를 결성 3장의 앨범을 제작했다. 1990년대 들어서도 정력적인 활동을 보인 브루스는 멀티 악기연주자이자, 작곡자이며 편곡자이다.
잭 브루스를 혹자는 로큰롤 뮤지션이라고 부르고 싶겠지만, 이 혁신적인 뮤지션의 오랜 활동에서 알 수 있듯이 그가 진정 사랑했던 것은 블루스와 재즈였다. 그리고 결과적으로, 이 두 장르는 그가 오랜 시간 음악을 하는데 있어서 기초가 되어 주었다.

## 생애

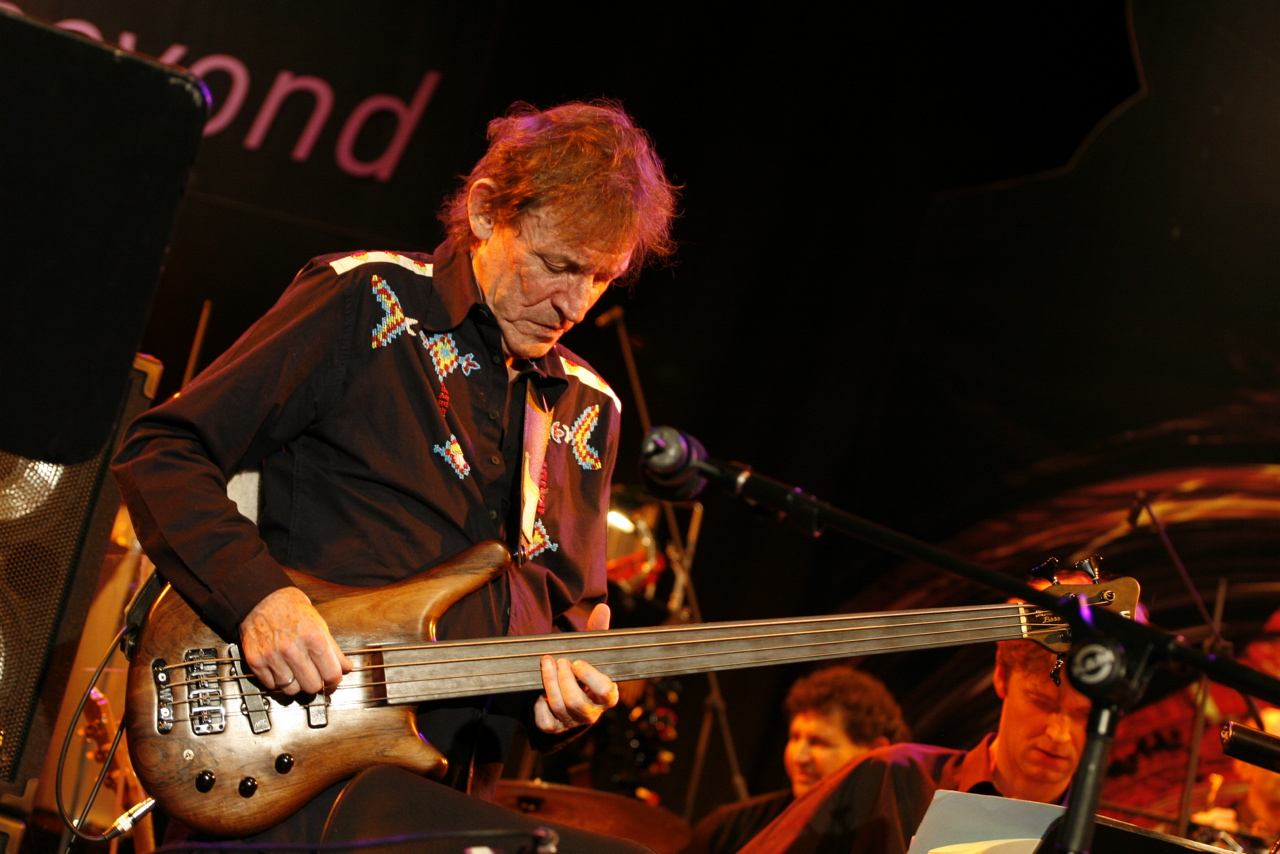
독일 프랑크푸르트의 재즈 페스티벌에서 베이스를 연주하는 잭 부르스 (2006년)

잭 브루스는 1943년 5월 14일 스코틀랜드에서 태어났고, 그는 10대 때부터 재즈 빅밴드에서 베이스를 연주했고 알렉시스 코너가 이끄는 밴드 블루스 인코퍼레이티드에서 함께 했다.
그리고 1966년 에릭 클랩튼과 진저 베이커랑 같이 3인조 록밴드 크림을 결성하고 브루스는 〈Sunshine Of Your Love〉와 〈I Feel Free〉, 〈White Room〉 등 크림 히트곡 대부분의 가사를 쓰고 작곡도 하고 노래했다.
1968년 크림 해체 후에도 브루스는 3인조 밴드를 다수 만들었다. 1972년에 밴드 마운틴의 두 멤버와 함께 트리오로 활동했으며, 1994년에 게리 무어와 진저 베이커랑 함께 BBM이라는 슈퍼그룹을 결성했다.
브루스는 솔로 활동도 계속 병행하여 록 외에 재즈, 블루스, 월드 뮤직, 클래식, 프리 아방가르드에 이르기까지 다양한 장르를 섭렵한다.
하지만 2014년 10월 25일 브루스는 지난 3월 발표한 《Silver Rails》까지 14장의 스튜디오 앨범과 5장의 라이브 앨범을 남기며 간질환으로 세상을 떠났다.
그리고 영국 록밴드 블랙사바스의 토니 아이오미는 “대중음악에 엄청난 영향을 끼친 잭 브루스의 부고를 듣고 매우 슬펐다. 그는 다른 많은 연주자들의 영웅이었다”고 애도를 표했다.

## 음반 목록

### 솔로
| 정규 음반 - 1969년 Songs for a Tailor - 1970년 Things We Like - 1971년 Harmony Row - 1974년 Out of the Storm - 1977년 How's Tricks - 1978년 Jet Set Jewel - 1980년 I've Always Wanted to Do This - 1983년 Automatic - 1989년 A Question of Time - 1993년 Somethin Els - 1995년 Monkjack - 2001년 Shadows in the Air - 2003년 More Jack than God - 2014년 Silver Rails | 라이브 음반 - 1971년–1978년 Spirit (Live at the BBC 1971–1978) - 1975년 Live at Manchester Free Trade Hall '75 - 1975년, 1980년 Live on The Old Grey Whistle Test - 1980년 Doing This... On Ice! - 1993년 Cities of the Heart - 2001년 Jack Bruce & The Cuicoland Express: Live at the Milky Way - 2006년 Live with the HR Big Band - 2012년 Jack Bruce & His Big Blues Band – Live 2012 컴필레이션 음반 - 1972년 At His Best - 1989년 Willpower: A Twenty Year Retrospective - 2008년 Can You Follow? - 2012년 Sunshine Of Your Love - A Life In Music |

### 협연
| 트리오 편성 with 크림 - 1966 - Fresh Cream - 1967 - Disraeli Gears - 1968 - Wheels of Fire - 1969 - Goodbye - 1970 - Live Cream - 1972 - Live Cream Volume II - 2005 - Royal Albert Hall London May 2-3-5-6, 2005 with West, Bruce and Laing - 1972 – Why Dontcha - 1973 – Whatever Turns You On - 1974 – Live 'n' Kickin' - 1988 - Theme with Leslie West with Robin Trower - 1981 – B.L.T. - US#37 - 1982 – Truce - US#109 - 2008 – Seven Moons - 2009 – Seven Moons Live (re-released as Songs From The Road) with Bruce-Baker-Moore (BBM) - 1994 – Around The Next Dream with Dick Heckstall-Smith and John Stevens - 1994 – This That with Anton Fier and Kenji Suzuki - 1987 – Inazuma Super Session "Absolute Live!!" | 다른 참여작 with Alexis Korner's Blues Incorporated - 1964 - Alexis Korner and Friends with The Graham Bond Organisation - 1964 – Live at Klooks Kleek (first released in 1972 as Faces And Places Vol. 4) - 1965 – The Sound of '65 - 1965 – There's A Bond Between Us with John Mayall & the Bluesbreakers - 1966 - Looking Back (compilation album released in 1969) - 1966 – Primal Solos (live recording first released in 1977) with Manfred Mann - 1966 - "Pretty Flamingo", Machines EP, Instrumental Asylum EP with Jimi Hendrix - 1968 - Jack Bruce Jam (Unofficial Release) with Michael Gibbs - 1970 - Michael Gibbs with The Tony Williams Lifetime - 1970 - Turn It Over - 1971 - Ego with Carla Bley - 1971 – Escalator over the Hill with Lou Reed - 1973 - Berlin with Frank Zappa - 1974 - Apostrophe (') with Michael Mantler - 1974 – No Answer - 1987 – Live - 1988 – Many Have No Speech - 1993 – Folly Seeing All This - 1997 – The School of Understanding with Charlie Mariano - 1976 - Helen 12 Trees | with John McLaughlin - 1978 - Electric Guitarist with Cozy Powell - 1979 - Over the Top - 1981 - Tilt with Bernie Marsden - 1979 - And About Time Too with Trevor Rabin - 1980 - Wolf with Rocket 88 - 1981 - Rocket 88 with Soft Machine - 1981 - Land of Cockayne with Ellen McIlwaine - 1982 – Everybody Needs It with Mose Allison - 1983 - Lessons in Living with Allan Holdsworth - 1983 - Road Games with Kip Hanrahan - 1983 - Desire Develops an Edge - 1984 - Vertical's Currency - 1986 - A Few Short Notes from the End Run - 1993 - Exotica - 1995 - All Roads are Made of the Flesh with Mark Nauseef - 1985 - Wun-Wun - 1994 - The Snake Music (with Miroslav Tadić) with Bill Ward - 1990 - Ward One: Along the Way with Vernon Reid, Cindy Blackman and John Medeski - 2012 – Spectrum Road |